# Convento de Nossa Senhora de Conceição (Itanhaém)

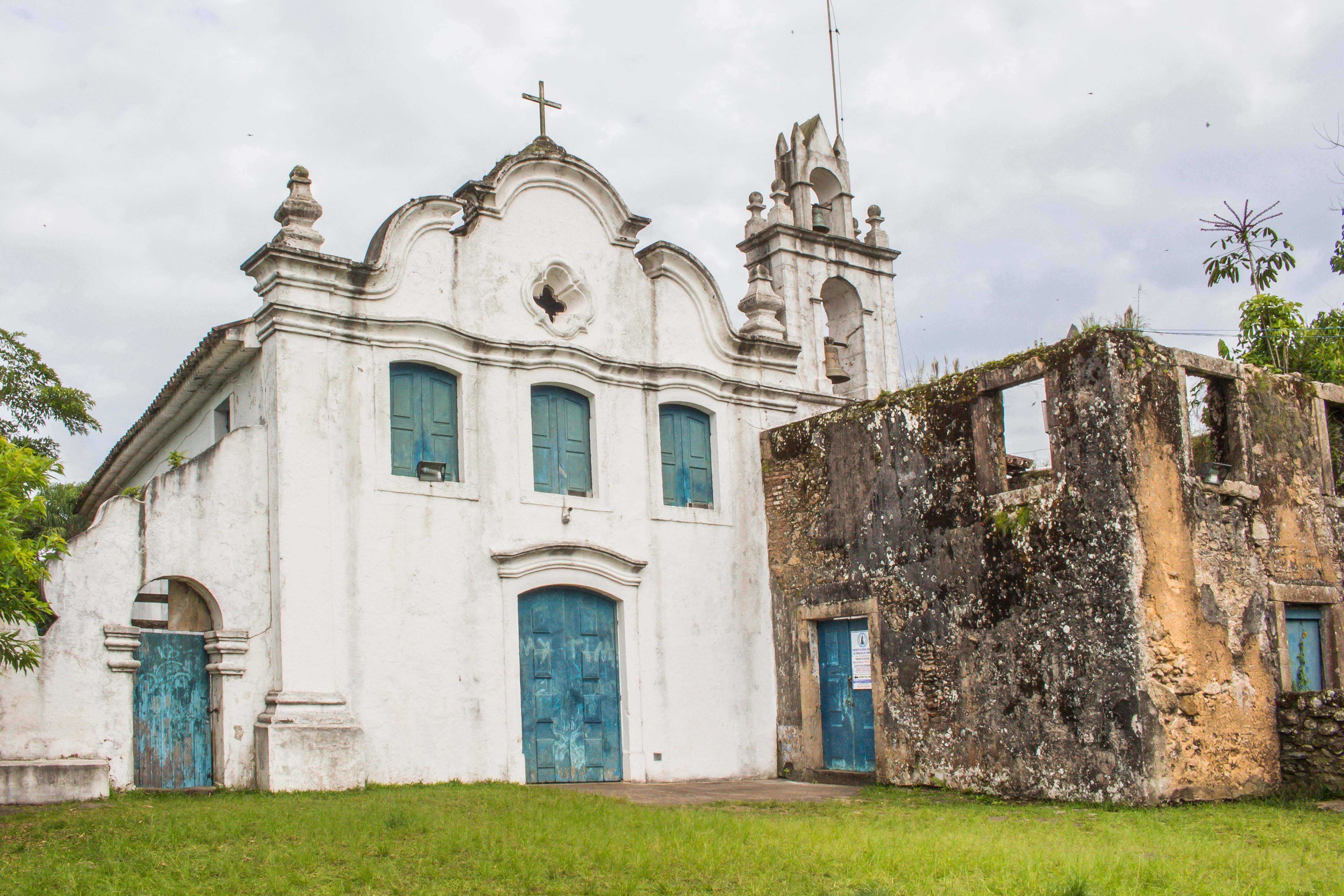
Conjunto do Convento de Nossa Senhora da Conceição

Convento de Nossa Senhora da Conceição localiza-se no alto do Morro do Itaguaçu, no Centro Histórico de Itanhaém, no litoral do estado de São Paulo. Construído no estilo Colonial Barroco dos séculos XVI e XVII, sua edificação iniciou-se por volta de 1639, representando um marco histórico e um dos bens mais significativos da memória cultural da América, sendo considerado como Patrimônio Histórico do Brasil. É a construção mais antiga do município e a primeira capela erguida no Brasil em louvor à então padroeira de Portugal, Nossa Senhora da Conceição.
O Convento figura entre as primeiras igrejas edificadas no país e há indícios de que algumas de suas paredes mais antigas remontem ao século XVI, anteriores à construção atual, quando teve sua origem em uma modesta ermida de barro. Foi apenas no século XVIII que o conjunto adquiriu o formato preservado até os dias de hoje. O convento foi inicialmente erguido pelo frei Miguel de São Francisco, por volta de 1713, e ampliado entre 1733 e 1734 pelo frei Rodrigo dos Anjos. Em 1833, um incêndio o destruiu parcialmente, sendo sua reconstrução finalizada em 1865.
Erguido sobre um outeiro, o complexo foi construído em pedra e cal, seguindo a tradição das edificações no litoral paulista. O convento, com dois pavimentos, apresenta vitrais assinados por Benedito Calixto e três altares talhados em madeira. O frontispício da igreja é revestido com azulejos decorados com arabescos pintados. À frente do edifício, encontra-se, à direita, o corpo do antigo convento, atualmente em ruínas e sem cobertura.
O conjunto arquitetônico passou por restaurações significativas no século XX, sendo a primeira realizada em 1921 e a segunda em 1941, garantindo a preservação de sua história e de seu valor artístico e cultural. Teve seu processo de tombamento iniciado pelo Instituto do Patrimônio Histórico e Artístico Nacional (IPHAN) em 1939 e pelo Conselho de Defesa do Patrimônio Histórico, Arqueológico, Artístico e Turístico (CONDEPHAAT) em 1975.
Próximo ao Convento, no Centro Histórico, existe a Matriz de Nossa Senhora de Sant’Ana, erguida por volta de 1645 e conservando o estilo colonial da época. A igreja abriga altares do período barroco e importantes obras da arte sacra paulista, como "O Cristo", pintura do renomado artista Benedito Calixto, natual da cidade.